# Kackenköpfe
Kackenköpfe är en bergstopp i Österrike.   Den ligger i förbundslandet Vorarlberg, i den västra delen av landet, 500 km väster om huvudstaden Wien. Toppen på Kackenköpfe är 1 560 meter över havet, eller 280 meter över den omgivande terrängen. Bredden vid basen är 2,5 km.
Terrängen runt Kackenköpfe är kuperad åt nordväst, men åt sydost är den bergig. Runt Kackenköpfe är det ganska tätbefolkat, med 96 invånare per kvadratkilometer.. Närmaste större samhälle är Mittelberg, 8,7 km söder om Kackenköpfe. 
I omgivningarna runt Kackenköpfe växer i huvudsak blandskog.